# Berliner Illustrirte Zeitung
Berliner Illustrirte Zeitung, muitas vezes abreviada para BIZ, foi uma revista semanal publicada em Berlim de 1892 até 1945. Foi a primeira revista de massas da Alemanha e foi pioneira na forma como introduziu o formato de notícias e artigos.
Publicada às quintas-feiras, trazia a data do domingo seguinte.